# バート・メルゲントハイム
バート・メルゲントハイム（ドイツ語: Bad Mergentheim, ドイツ語発音: [baːt ˈmɛrgn̩tha‿im] ( 音声ファイル)、アレマン語: Bad Märchedol、地元の方言: Bad Märchâdôôl([ˈmɛʀxəd̩ɔːl])）は、ドイツ連邦共和国バーデン＝ヴュルテンベルク州北部のマイン＝タウバー郡に属す都市。
ヴュルツブルクの南西約35km、ハイルブロンの北東約56kmにあたり、バーデン＝ヴュルテンベルク州成立前はヴュルテンベルク最北の都市であった。バート・メルゲントハイムは現在、ヴェルトハイムに次ぐマイン＝タウバー郡第2の都市であり、中級中心都市となっている。
バート・メルゲントハイムは1058年に初めて記録され、1526年から1809年までドイツ騎士団の本部所在地であった。この都市は1926年に温泉地を示す「バート」の名称を、1975年4月1日に大規模郡都市の称号を獲得した。バート・メルゲントハイムは、アッサムシュタット、イガースハイムとともに行政共同体を形成している。

## 地理
バート・メルゲントハイムはタウバー川にヴァルバッハ川が合流する付近に位置する。中核市区はタウバー川に直接面し、市域の大部分がタウバー川の渓谷あるいはその横谷に位置している。

### 隣接する市町村
以下の市町村がバート・メルゲントハイム市と境を接する。記載は西から時計回りの順である。
- マイン＝タウバー郡
  - アッサムシュタット
  - ボックスベルク
  - ラウダ＝ケーニヒスホーフェン
  - イガースハイム
  - ヴァイカースハイム
  - ニーダーシュテッテン
- ホーエンローエ郡
  - ムルフィンゲン
  - デルツバッハ

### 市の構成
バート・メルゲントハイムは、中核区のバート・メルゲントハイム区の他13市区からなる。各市区にはそれぞれに附属する小集落を含んでいる。

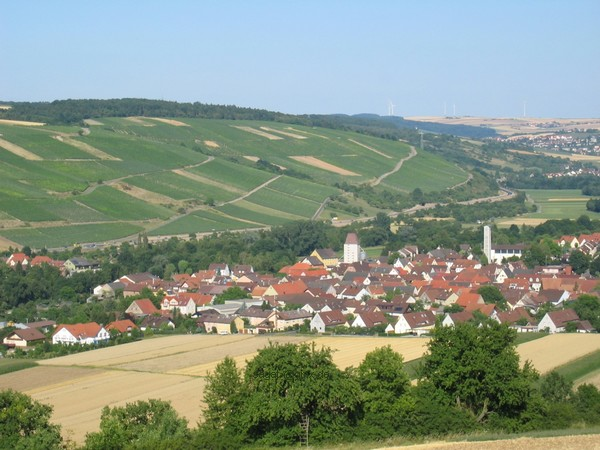
マルケルスハイム

| 市区                     | 人口（人） | 面積 (ha) |
| バート・メルゲントハイム | 12,488     | 1,651.2   |
| アルトハウゼン           | 596        | 1,264.2   |
| アプフェルバッハ         | 351        | 910.5     |
| ダインバッハ             | 373        | 727.6     |
| エーデルフィンゲン       | 1,357      | 748.0     |
| ハハテル                 | 357        | 826.1     |
| ヘルプストハウゼン       | 195        | 357.4     |
| レッフェルシュテルツェン | 1,000      | 509.3     |
| マルケルスハイム         | 1.986      | 1,511.8   |
| ノインキルヒェン         | 850        | 255.7     |
| レンガースハウゼン       | 484        | 1,066.9   |
| ロート                   | 263        | 818.3     |
| シュトゥッパハ           | 683        | 1,530.1   |
| ヴァハバッハ             | 1,304      | 818.8     |

人口は2004年3月31日現在の数値である。

### 地域計画
バート・メルゲントハイムはハイルブロンを上級中心とするハイルブロン＝フランケン地区の中級中心都市の一つである。中級中心としての管轄地域はマイン＝タウバー郡南部、すなわちアーホルン、アッサムシュタット、ボックスベルク、クレーグリンゲン、イガースハイム、ニーダーシュテッテン、ヴァイカースハイムである。

## 歴史

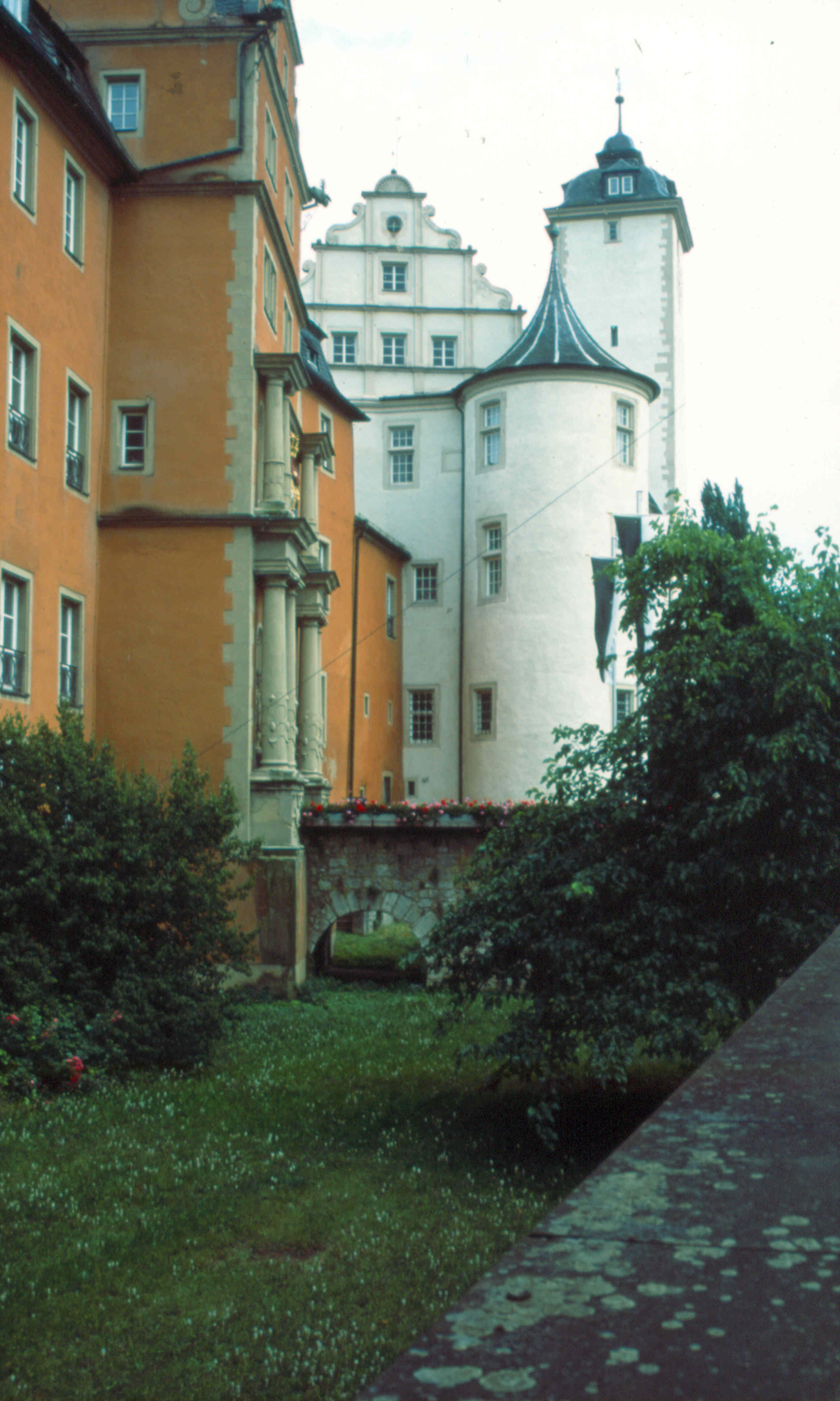
バート・メルゲントハイムのドイツ騎士団城

メルゲントハイムは、1058年に "Mergintaim" として初めて文献に記録されている。1280年、ロトリンゲン公ヨハンによってこの入植地に関税権が認められた。ドイツ騎士団総長ヴォルフガング・フォン・ネレンブルクの請願に基づき、皇帝ルートヴィヒ4世は1340年7月2日にメルゲントハイムに都市権を授けた。1526年から1809年までメルゲントハイムはドイツ騎士団の本部所在地、すなわち総長の所在地であった。1809年以降この都市はヴュルテンベルク王国に属した。そしてこの年にメルゲントハイムはオーバーアムト（当時の行政機関）の所在地となった。1826年に鉱泉が発見され、これによりメルゲントハイムは温泉都市として発展していった。1926年にメルゲントハイムに「バート」の称号が与えられた。1938年、オーバーアムト・メルゲントハイムはメルゲントハイム郡に移行した。

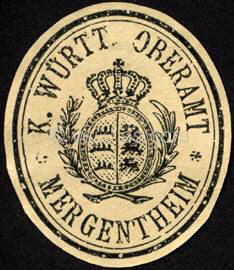
オーバーアムト・メルゲントハイムの印

バート・メルゲントハイムのシナゴーグは、1938年10月9日から10日の迫害行動により蹂躙され、破壊された。また、たとえばバーンホーフ通りのスプリングマン靴店のショーウィンドウは国家社会主義自動車軍団や突撃隊の構成員によって粉砕された。何人かのユダヤ人が「保護拘束」された。1978年にプロテスタント教会組織の建物にこの事件の記念プレートが設置された。聖ベルンハルト実科学校の中庭にも犠牲者を追悼するプレートが設けられている。
1945年の第二次世界大戦後、バート・メルゲントハイムはアメリカの管理地域に入った。アメリカ軍事行政部は Displaced Person（DP、旧ドイツ帝国東部に住んでいて戦後に放逐され難民化した人々）を収容するためのキャンプを設けた。収容された難民の多くはリトアニアからの人々であった。
バート・メルゲントハイム郡は1973年1月1日の郡域再編により新設されたマイン＝タウバー郡の一部となった。これによりバート・メルゲントハイムは郡庁所在地の地位を失い、タウバービショフスハイムが優位となった。
1972年からの市町村再編によってそれまで独立した自治体であった13の町村がバート・メルゲントハイムに合併した。その結果、バート・メルゲントハイムの人口は1975年に2万人を突破した。市当局は大規模郡都市への昇格を申請し、バーデン＝ヴュルテンベルク州当局は1975年4月1日にこれを発効させた。
1962年から1993年までこの都市にはドイツ連邦軍第36戦車旅団「マインフランケン」の駐屯地であった。

### 宗教

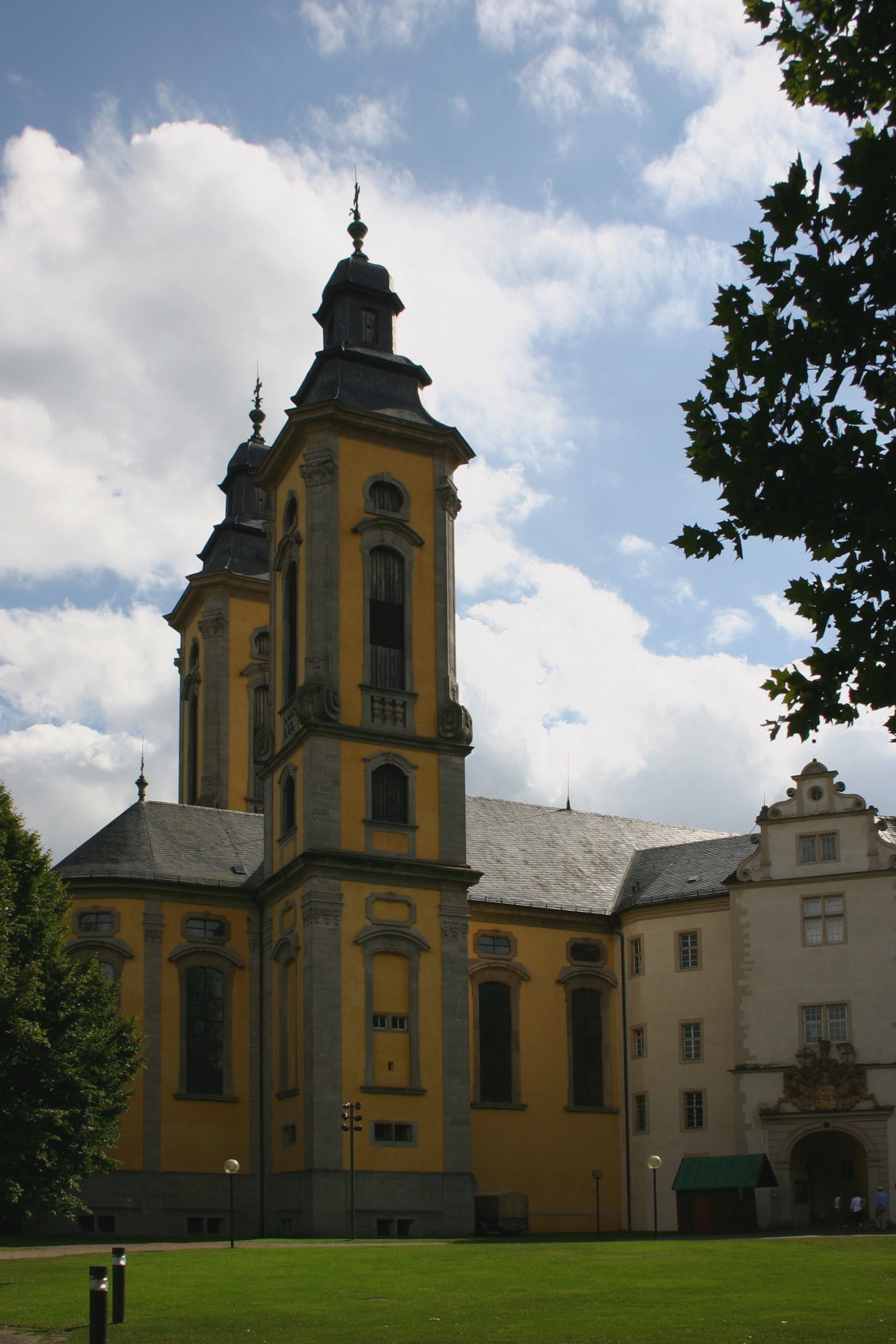
バート・メルゲントハイム城内教会

バート・メルゲントハイムの市域は最初ヴュルツブルク司教区に属していた。宗教改革は当初は影響を及ぼさなかったが、スウェーデンが支配した時代にルター派の信仰が広まり、カトリックの教区はプロテスタントのそれに置き換えられた。礼拝は最初はヨハネ教会で、後にマリア教会で行われた。カトリックの礼拝も城内教会で続けられた。ドイツ騎士団総長の帰還後この都市はほぼ完全に再度カトリック化された。この際ヴュルツブルク司教区に復したが、ヴュルテンベルク王国への移行後、1814年にエルヴァンゲン司教総代理区の一部となり、1821年から1827年の間にロッテンブルク司教区（現在のロッテンブルク＝シュトゥットガルト司教区）に属すこととなった。バート・メルゲントハイムは首席司祭所在地となった。現在市内の教区組織は2つの司牧グループに分けられる。グループ1aにはアプフェルバッハ聖グムベルト教会、バート・メルゲントハイム洗礼者聖ヨハネ教会とエーデルフィンゲンの支部教会、レッフェルシュテルツェン聖三位一体教会、マルケルスハイムの聖キリアン教会が属す。グループ1bにはストゥッパハ・マリア戴冠教会、レンガースハウゼン聖レオンハルト教会、ライバッハ聖ピウス支部教会、ヴァハバッハ聖ゲオルク教会、ロート聖ペテロ＝パウロ教会、ハハテル・マリア被昇天支部教会。かつてバーデン領であったダインバッハには1900年に建造されたネオゴシック様式のカトリックの礼拝堂がある。ダインバッハの教区民はバーデンの隣接教区ウンターシュプフ教区に属し、フライブルク大司教区に属す。アルトハウゼン、ノインキルヒェン、ヘルプストハウゼンは主にプロテスタントの市区である。
ヴュルテンベルクへの移行後、バート・メルゲントハイムにプロテスタント組織が再び興った。彼らは1815年に城内教会で礼拝を行っている。この組織は1825年に独自の教区となった。この組織は、初めプロテスタントのヴュルテンベルク地方教会の一員であった。バート・メルゲントハイムは当時、行政上はオーバーアムト所在地であったが、教会運営を司る教区監督官事務所はヴァイカースハイムにあった。バート・メルゲントハイムは現在もヴァイカースハイム教会管区に属している。バート・メルゲントハイムの中核市区以外にも、アルトハウゼン、エーデルフィンゲン、ヘルプストハウゼン、マルケルスハイム、ノインキルヒェン、ヴァルバッハの各市区にそれぞれ独立したプロテスタント教会および教会組織がある。ヴァルバッハの教会はハハテルをも管轄している。ダインバッハのプロテスタント教会は現在もバーデンのプロテスタント地方教会（ボックスベルク教会管区）に属している。
二大キリスト教会の他、バート・メルゲントハイムには自由教会も存在している。セブンスデー・アドベンチスト教会や1991年に設立された福音派自由教会（バプテスト教会）がそれである。バート・メルゲントハイムには新使徒派教会の組織もある。この他にバハイ教の施設やアルトピーティスティシャー（古敬虔派教会）の組織もある。
バート・メルゲントハイムには中世からユダヤ人がいた。彼らはドイツ騎士団によって定住を許され、その経済的関心を満たしていた。20世紀前半には人口の約5%がユダヤ人であったが、これはドイツ帝国全体の平均（1%弱）を大きく上回る。国家社会主義者によるユダヤ人社会破壊（迫害と殺害）の歴史は、イギリスに亡命した画家ヘルマン・フェッヒェンバッハの著書『メルゲントハイム最後のユダヤ人』に詳述されている。

### 市町村合併
以下の町村がバート・メルゲントハイムに合併した。特に記さないものはいずれもメルゲントハイム郡に属した。
- 1972年1月1日: アルトハウゼン、アプフェルバッハ、レッフェルシュテルツェン、マルケルスハイム、ノインキルヒェン
- 1972年2月15日: レンガースハウゼン、シュトゥッパハ
- 1972年12月1日: ダインバッハ（タウバービショフスハイム郡）
- 1973年9月1日: ヘルプストハウゼン、ロート
- 1974年12月31日: ハハテル、ヴァハバッハ
- 1975年1月1日: エーデルフィンゲン

### 人口推移
各時点での市域内の人口を以下に示す。値は、推定値、国勢調査結果、各時点での州（あるいは国）の統計局による公式な推計値である。

人口推移

| 時点          | 人口（人） |
| ------------- | ---------- |
| 1660年        | 1,064      |
| 1810年        | 2,901      |
| 1834年        | 2,702      |
| 1855年        | 2,917      |
| 1871年12月1日 | 3,713      |
| 1880年12月1日 | 4,445      |
| 1890年12月1日 | 4,397      |
| 1900年12月1日 | 4,372      |
| 1910年12月1日 | 4,747      |
| 1925年6月16日 | 5,430      |
| 1933年6月16日 | 6,191      |
| 1939年5月17日 | 7,674      |
| 1945年12月    | 8,031      |

| 時点           | 人口（人） |
| -------------- | ---------- |
| 1950年9月13日  | 10,184     |
| 1961年6月6日   | 11,608     |
| 1970年5月27日  | 12,616     |
| 1975年12月31日 | 19,895     |
| 1980年12月31日 | 19,121     |
| 1987年5月27日  | 19,560     |
| 1990年12月31日 | 21,567     |
| 1995年12月31日 | 22,568     |
| 2000年12月31日 | 22,172     |
| 2004年6月30日  | 22,393     |
| 2005年12月31日 | 22,486     |
| 2010年12月31日 | 22,394     |
| 2015年12月31日 | 23,064     |

## 行政
バート・メルゲントハイムは、大規模郡都市として行政管区長官の管轄下にある。市町村を管轄する郡は単に法の管理を行うだけである。これは他の郡所属市町村に比べて大きな自治権を有しているのである。

### 市議会
バート・メルゲントハイムの市議会は33議席からなる。

### 青年議会
1998年にバート・メルゲントハイムで最初の青年議会の選挙が行われた。青年議会は14歳から19歳からの市民から、2年ごとに14議席中7議席が改選される。

### 首長
1975年4月1日に大規模郡都市となって以後、この都市の首長の公式な名称は「上級市長」である。上級市長は8年ごとに選挙権を有する市民の直接選挙によって選出される。上級市長は5年ごとに改選される市議会の議長も務める。
第二次世界大戦後の首長を列記する。
- 1945年 - 1946年: カール・ヨーゼフ・ヘルツ
- 1946年 - 1950年: ロタール・ダイカー
- 1950年 - 1962年: ノルベルト・シアー
- 1962年 - 1995年: エルマー・マウフ
- 1995年 - 2003年: ウーヴェ・ヒュルスマン
- 2003年 - 2011年: ロタール・バート
- 2011年 - : ウード・グラットタール

### 紋章
図柄: 銀地に端から端まで貫く黒い十字。黒十字の中に細い金の十字。中央に金地で黒鷲を描いた小盾。上部の両隅には、それぞれ6つの突起がある傾いた赤い星。下部の両隅には、5弁の赤いバラ。
市の旗は、赤 - 白である。
この市章は何百年もの伝統があり、1942年の紋章記述録で公式に確定されている。この市章にはドイツ騎士団総長の紋章であるホッホマイスタークロイツが採り入れられている。星とバラはドイツ騎士団の守護聖人である聖母マリアの象徴である。市の旗は1967年4月17日にバーデン＝ヴュルテンベルク州内務相の許可を得た。

### 姉妹都市
バート・メルゲントハイムは以下の都市と姉妹・友好都市協定を締結している。
- ディーニュ＝レ＝バン（フランス、アルプ＝ド＝オート＝プロヴァンス県）1962年6月24日
- サン・マリ・デュ・モン（フランス、マンシュ県）1967年5月28日（1975年に合併したエーデルフィンゲンとの姉妹都市協定であった）
- 笛吹市（日本、山梨県）1991年5月26日に、当時は独立した自治体であった石和町と友好協定を締結した。2007年10月17日にこの協定の有効性が笛吹市との間で確認された。
- ボルゴマネーロ（イタリア、ピエモンテ州）2005年9月10日

## 経済と社会資本

### 交通
アウトバーン 

バート・メルゲントハイムは連邦アウトバーンA81号ヴュルツブルク - シュトゥットガルト線（ボックスベルク、アーホルンあるいはタウバービショフスハイム・インターチェンジ）を利用してアクセスする。
連邦道 

市域は連邦道B19号線（アイゼナハ - メルリヒシュタット - ヴュルツブルク - バート・メルゲントハイム - ウルム - オーベルストドルフ）およびB290号線（タウバービショフスハイム - バート・メルゲントハイム - アーレンによって結ばれている。
鉄道交通 

バート・メルゲントハイム駅は、鉄道アシャッフェンブルク - ミルテンベルク - ヴェルトハイム - ラウダ - バート・メルゲントハイム - クライルスハイム路線（タウバータール鉄道 / マインタール鉄道）の駅である。この路線は2006年1月1日以降ヴェストフランケン鉄道により運営されている。このタウバー鉄道はヴュルツブルク駅あるいはクライルスハイム駅でドイツ鉄道に接続する。しかし2004年以降定期運行は週末に制限されている。この路線は廃線の脅威にさらされている。ライン＝ネッカー交通連盟に加盟するマイン＝タウバー交通共同体の依頼で公共旅客交通は多くのバス路線を運行させている。

### ワイン製造
マルケルスハイムはタウバー渓谷で評判の良いワイン町で、ヴァインゲルトナー・マルケルスハイムe.G.の本社所在地である。1940年代まではバート・メルゲントハイムでもブドウ栽培が行われていた。バート・メルゲントハイムでのブドウ栽培は戦争被害とそれに伴う手入れ不足、ブドウネアブラムシの繁殖や資本不足などの理由で衰退した。以前のブドウ山の一部は後に温泉施設の建設地となった。

### 鉱泉
1826年10月13日に羊飼いのフランツ・ゲーリングが現在のヴィルヘルム泉を発見した。その後他にも鉱泉が発見され、現在はミネラルウォーターとして飲用される泉が3つ、塩分を含む浴用の泉が1つ利用されている。
- ヴィルヘルム泉: ナトリウム、カルシウム、硫黄、塩素を含む水。深さ9m。
- カール泉: ナトリウム、塩素、硫黄を含む水。瓶詰めの形で入手可能である。深さ27m。
- アルバート泉: ナトリウム、塩素、硫黄を含む炭酸水。深さ31m。
- パウル泉: ナトリウム、塩素を含む炭酸水。温泉浴療法用。深さ550m。[11]

### メディア
バート・メルゲントハイムでは、日刊紙としてジュート・プレッセの地方版であるタウバー・ツァイトが刊行されている。これ以外の地方日刊紙にはフレンキシェ・ナハリヒテンのバート・メルゲントハイム版がある。
ラジオ・トーンはバート・メルゲントハイムに第2スタジオを持ち、ローカル・ニュースを提供している。
レッフェルシュテルツェン近郊のケッターヴァルト内、9°47'01"E、49°30'30"N に南西ドイツ放送 (SWR) のテレビ・ラジオ放送用の送信塔がある。対象エリアは主にマイン＝タウバー郡とその周辺地域である。出力10kWの超短波で以下のプログラムを放送している。SWR1 バーデン＝ヴュルテンベルク (87.8 MHz)、SWR2 (93.2MHz)、SWR3 (99.7MHz)、SWR4 バーデン＝ヴュルテンベルク (105.5MHz) および 40ワットのDASDING (100.5MHz)と20kWのラジオ・トーン (103.5MHz) である。デジタル・オーディオ放送の周波数ブロック12Bでは出力8kWで南西デジタル・ラジオの地方プログラムが放送されている。テレビは、ダス・エルステが第48チャンネルで放送している。

### 裁判所、官庁、公共施設
バート・メルゲントハイムには公証人役場とシュトゥットガルト上級地方裁判所エルヴァンゲン地方裁判所管区に属す区裁判所がある。また、タウバービショフスハイム税務署の出張所やマイン＝タウバー郡の出先機関（ナンバープレートの許可所）もある。
この町は、ロッテンブルク＝シュトゥットガルト司教区メルゲントハイム首席司祭の所在地でもある。
1990年代の半ばまでバート・メルゲントハイムはドイツ連邦軍の駐屯地であり、第36戦車旅団や第12戦車部隊の一部が駐屯していた。

### 教育
2002年以降、バート・メルゲントハイムには国際企業経営学を学ぶバーデン＝ヴュルテンベルク・モースバッハ・デュアーレ専門大学の外郭施設であるバート・メルゲントハイム・ビジネス・スクールがある。また、この街には教授学や教師育成（基礎課程・本課程学校）のためのセミナーもある。
バート・メルゲントハイムに所在する一般科目教育の学校は、ギムナジウム 1校（ドイチュオーデン・ギムナジウム）、実科学校 1校（コペルニクス実科学校）、精神・身体障害者のための特殊学校 1校（ローレンツ・フリース・シューレ）、本課程学校 1校、基礎課程・本課程学校 1校、基礎課程学校 4校である。これに加え、若年音楽学校と市民大学が1校ずつある。
さらにバート・メルゲントハイムにはマイン＝タウバー郡が運営する職業学校センターがあり、企業経済、商業経済、家政学、経済学の学校がある。情報工学、工学、経済学の3つのギムナジウムもこのセンターにある。
この他の教育施設には、カトリックの聖ベルンハルト基礎課程学校、カトリックの聖ベルンハルト女子実科学校、バート・メルゲントハイム夜間職業学校、バート・メルゲントハイム教育センター内の物理療法の専門教育で州内に知られたコルピング補習高等専門学校、バート・メルゲントハイム・カタリス病院附属の看護および小児看護学校がある。

## 文化と見所
バート・メルゲントハイムはロマンティック街道沿い、「愛らしいタウバー渓谷」の中心に位置している。
市立文書館、市立図書館と中庭が形成する文化フォーラムは、バート・メルゲントハイムの文化生活の理想的な基盤となっている。ここはギャラリー、コンサート・ホール、劇場などとして用いられている。

### 演劇
クアザール・バート・メルゲントハイムでは他の催しと共に演劇上演も行われる。

### 博物館

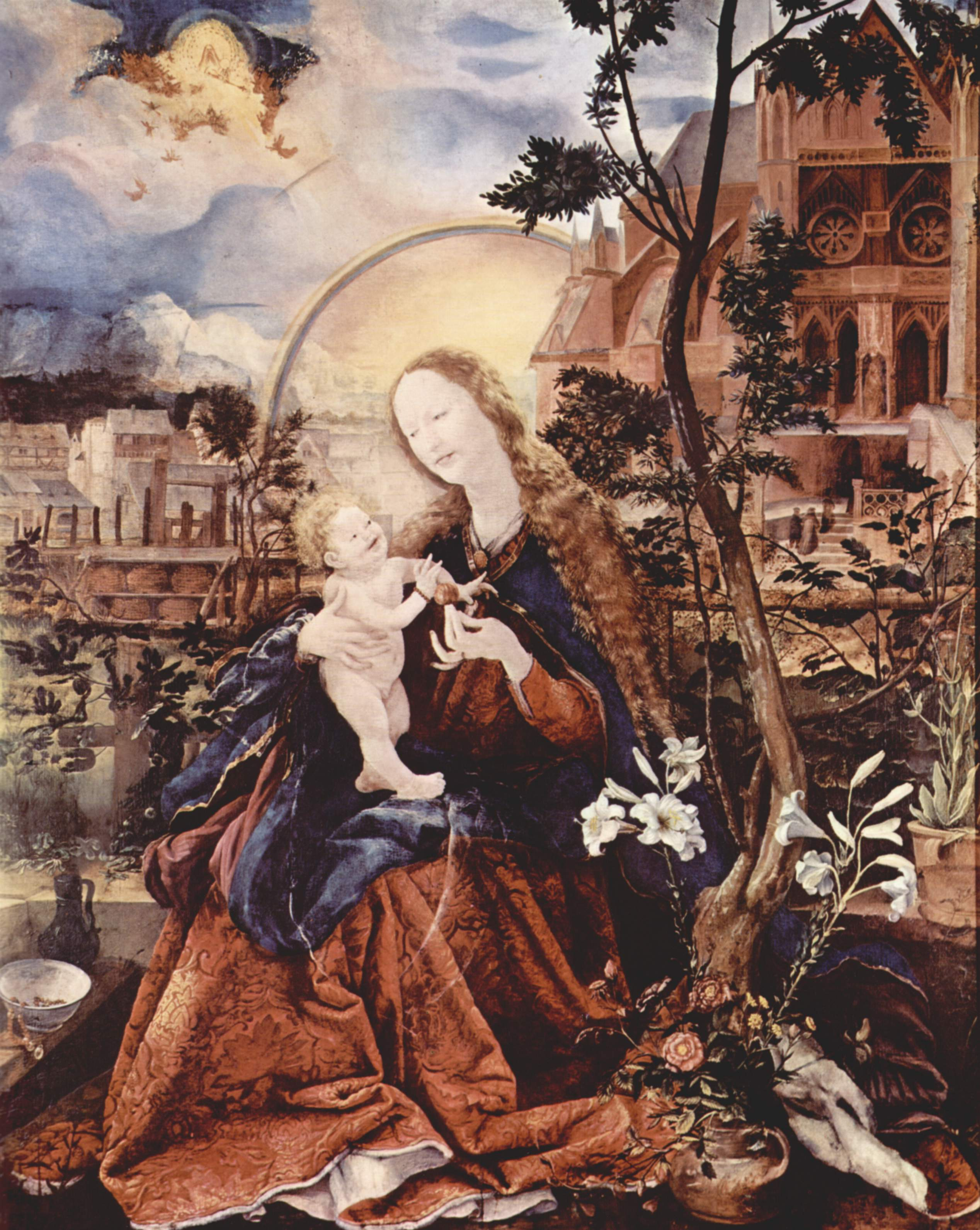
シュトゥッパハの聖母

ドイツ騎士団の城館に1996年に設けられたドイツ騎士団博物館は、この城館を本部とした騎士団の歴史を展示している。1574年にブラジウス・ベルヴァルトが建設した「ベルヴァルト階段」と呼ばれる螺旋階段は特筆に値する。博物館のコレクションではアルブレヒト・ドゥーヴェが作製したポーランド、クルマーラント地方にあるバート・レーデン城の1/50復元模型が見所である。
旧兵器庫にあるドイツ騎士団総長博物館は、制服、紋章、歴史文書で300年に及ぶドイツ騎士団総長の伝統を展示している。
洗礼者聖ヨハネ聖堂の聖具室2階にある聖堂宝物博物館はゴシック後期から現代に至る典礼用の器や用具を展示している。
ハハテルの旧町役場は、オトマール・メルゲンターラー記念館になっている。時計職人のオトマール・メルゲンターラーは1886年にライノタイプを発明した人物である。ライノタイプは世界初の行鋳植機、活字鋳造機で、これによりタイプライター風のキーボードで印刷機を操作することができるようになった。この博物館はメルゲンターラーの偉業に捧げられている。
シュトゥッパハの教区教会には、1519年にマティアス・グリューネヴァルトが描いたシュトゥッパハの聖母がある。この作品はドイツで最も重要な後期ゴシック絵画の一つとされている。

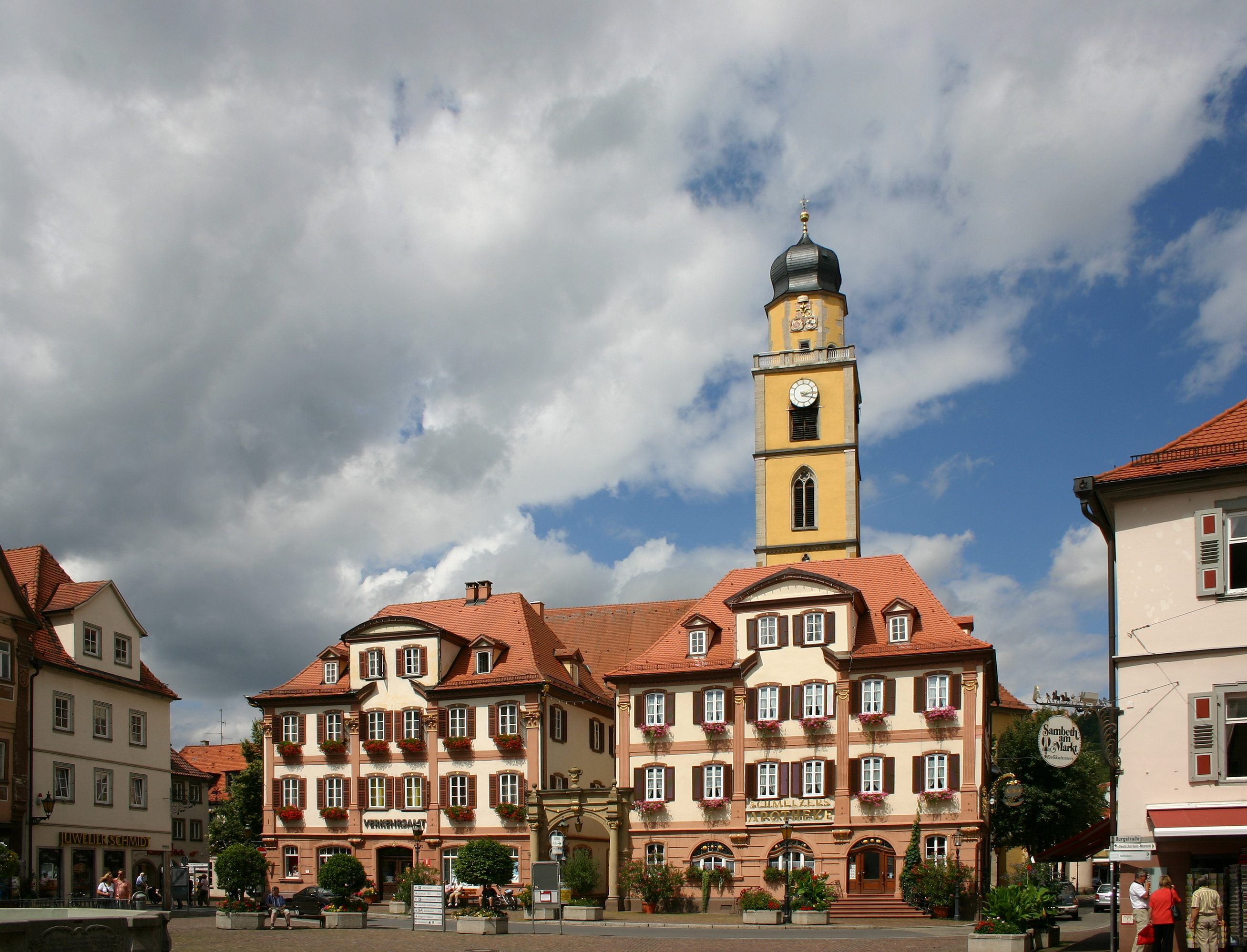
バート・メルゲントハイムのマルクト広場。前景はツヴィリングスホイゼン（ツインハウス）と呼ばれる建物、その奥の塔が洗礼者聖ヨハネ教会の塔

### 建築
ドイツ騎士団の城館とバロック様式のその城内教会、洗礼者聖ヨハネ教会、この街の象徴的建造物である特徴的な市庁舎が見所である。シュマルカルデン戦争（1556年と1557年にバート・メルゲントハイムは焼き討ちされている）以後、戦禍を被っていないこの街（第二次世界大戦中この街には野戦病院が置かれており戦禍を受けなかった）は、中世からバロック時代の様子を留めている。
マティアス・グリューネヴァルトが描いた有名なシュトゥッパハの聖母はバート・メルゲントハイムから、1607年に建設されたシュトゥッパハの聖母マリアの戴冠教会へ1812年に移された。

### 公園
- 城館公園
- クアパルク

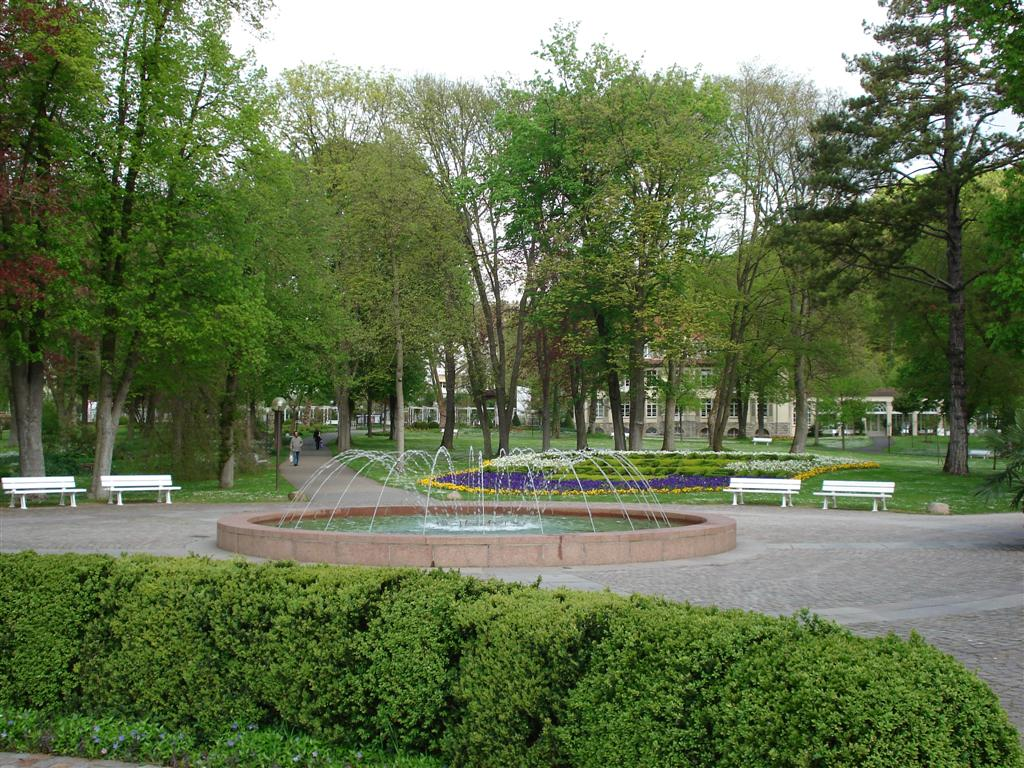
クアパルク

- ヴィルトパルク・バート・メルゲントハイム（バート・メルゲントハイム野生公園）

### 年中行事
- フォルクスフェスト
- シュタットフェスト
- マルケルスハイムのワイン祭
- 聖ゲオルクの日、オーストリアとドイツのドイツ騎士団協会が集合する。毎年春に開催される。
- ヨーロッパ歌謡コンテスト「デビュー」（9月または10月）
- 都市レース

## 人物

### 出身者
- ローレンツ・フリース（1489年 - 1550年）東フランケンとドイツ農民戦争の歴史記述者
- オトマール・メルゲンターラー（1854年 - 1899年）ライノタイプの発明者
- フーゴ・シェッファー（1875年 - 1945年）法律家、政治家
- フェリックス・フェーヒェンバッハ（1894年 - 1933年）政治ジャーナリスト、詩人
- バーバラ・シュタム（1944年 - ）政治家
- フリッツ・クーン（1955年 - ）政治家
- マルティン・ラーニヒ（1984年 - ）サッカー選手

### ゆかりの人物
- ゴットフリート・フォン・ホーエンローエ（1265年 - 1309年）第14代ドイツ騎士団総長。
- パウル・ヴィルヘルム・フォン・ヴュルテンベルク（1797年 - 1860年）博物学者。メルゲントハイムで亡くなった。この都市の名誉市民でもある。
- ルートヴィヒ・ヴァン・ベートーヴェン（1770年 - 1827年）ドイツ騎士団総長マクシミリアン・フランツ・フォン・エスターライヒの宮廷楽団のヴィオラ奏者として1791年にバート・メルゲントハイムで勤務した。現在、彼の住まいの記念碑がドイチュオーデンプラッツ1番に設置されている。
- エドゥアルト・メーリケ（1804年 - 1875年）1844年から1851年までバート・メルゲントハイムに住み、下の娘マリー（1857年 - 1876年）はこの街で生まれた。

## その他
18世紀に聖堂と城内教会の鐘が調律された。これはドイツ騎士団総長マクシミリアン・フランツ・フォン・エスターライヒのウィーンへの郷愁を紛らすために、両者を合わせてシュテファン大聖堂の鐘と似たような音になるようにしたものである。現在も土曜日の15時頃の15分間両教会の鐘が協調して打ち鳴らされる。
1990年6月12日にバート・メルゲントハイムはルフトハンザドイツ航空のボーイング737-300の協力都市となり、それ以後この都市の名を冠した機体が運航している。

## 引用
1. ↑  Statistisches Landesamt Baden-Württemberg – Bevölkerung nach Nationalität und Geschlecht am 31. Dezember 2023 (CSV-Datei)
2. ↑  Max Mangold, ed (2005). Duden, Aussprachewörterbuch (6 ed.). Dudenverl. p. 181, 547. ISBN 978-3-411-04066-7
3. ↑  『Märchedoler Mundartfreunde に関する報告』フレンキシェ・ナハリヒテン 2008年10月9日18面
4. ↑  Das Land Baden-Württemberg. Amtliche Beschreibung nach Kreisen und Gemeinden. Band IV: Regierungsbezirk Stuttgart, Regionalverbände Franken und Ostwürttemberg. Kohlhammer, Stuttgart 1980, ISBN 3-17-005708-1. S. 278–289
5. ↑  http://www.bad-mergentheim.de/fileadmin/media/PDF/Hauptsatzung_Okt2006_Gesamtfassung.PDF 主要部分は1975年10月3日作成、2006年10月26日最終更新版
6. ↑  ハルトヴィヒ・ベール 「シナゴーグは被害を受けずには済まなかった」 フレンキシェ・ナハリヒテン 2003年11月8日付け
7. ↑  Gedenkstätten für die Opfer des Nationalsozialismus. Eine Dokumentation, Bd.I, Bonn 1995, S. 22, ISBN 3-89331-208-0
8. 1 2 3 4 5 6 7 8 9 10 11  国勢調査結果
9. ↑  市町村合併
10. ↑  バーデン＝ヴュルテンベルク州統計局
11. ↑  バート・メルゲントハイムの温泉業の業務概要書、2007年6月1日現在。